# Sjchara
De Sjchara (Georgisch: შხარა) is de op twee na hoogste berg in de Grote Kaukasus, gelegen op de grens van Georgië en Rusland (deelrepubliek Kabardië-Balkarië). De berg is een van de zeven 'vijfduizenders' in de Kaukasus en heeft drie van de veertien toppen boven de 5000 meter.
De Sjchara is het oostelijke uiteinde van de zogenaamde Bezengimuur, een ongeveer twaalf kilometer onderdeel van de centrale bergkam van de Grote Kaukasus tussen de Lalveri en Sjchara, die letterlijk een "muur" vormen tussen Rusland en Georgië. 
De Sjchara werd in 1888 voor het eerst beklommen. Op de hellingen van de Sjchara ontspringt aan Georgische zijde de rivier de Engoeri.